# Guzmania subcorymbosa
Guzmania subcorymbosa är en gräsväxtart som beskrevs av Lyman Bradford Smith. Guzmania subcorymbosa ingår i släktet Guzmania och familjen Bromeliaceae. Inga underarter finns listade i Catalogue of Life.